# Volgadraco
Volgadraco („drak od řeky Volhy“) byl rod pterodaktyloidního ptakoještěra, který žil v období svrchní křídy na západě dnešního Ruska. Podle výzkumu, publikovaného koncem roku 2020, je však tento taxon ve skutečnosti spíše pteranodontidem.

## Popis
Tento rod je známý podle fosilních fragmentů spodních čelistí a částí postkraniálního skeletu, objevených v sedimentech geologického souvrství Rybuška v oblasti Saratov (geologický věk kampán, asi před 84 až 72 miliony let). Svými rozměry i strukturou krevního zásobení spodní čelisti se Volgadraco nachází někde mezi staršími rody azdarchidů (Bakonydraco, Azhdarcho) a pozdějšími obřími formami (Quetzalcoatlus). Je vývojovými příbuznými mohou být také rody Alamodactylus a Cretornis.
Tento ptakoještěr byl formálně popsán roku 2008 pod vědeckým jménem V. bogolubovi. Jednalo se o velkého ptakoještěra s odhadovaným rozpětím křídel 5,2 až 6,5 metru.